# Ulla Heise
Ulla Heise (* 1946 in Regis-Breitingen) ist eine deutsche Autorin, Publizistin und Lektorin.

## Leben
Nach dem Studium arbeitete Ulla Heise seit 1971 als Lektorin in Verlagen für Kunst- und Kulturgeschichte. 
Seit 1987 ist sie freiberuflich als Autorin von Sachbüchern zur Gastronomie- und Zeitgeschichte tätig. 
Heise hat sich international einen Namen gemacht als Kaffee- und Kaffeehaus-Historikerin, als Expertin für Kaffee- und Kulturgeschichte (so etwa auch in Japan als Haize, Ura ウラ・ハイゼ), für Wein und Bier sowie für die mit diesen Genussmitteln verbundene, vielfältige Kultur und Tradition.
Ulla Heise lebt seit 1965 in Leipzig.

## Werke (Auswahl)
- Kaffeevergnügen. Leipzig 2010
- Reisen durch die Küchen von Brandenburg & Berlin. Leipzig 2007
- Ur-Krostitzer – Chronik einer Brauerei in Mitteldeutschland. Leipzig 2006, überarbeitete Neu-Auflage Leipzig 2014
- Kleines Wein-Brevier. Leipzig 2005
- Aus erster Hand und frisch gebrannt! Kaffee-Legenden, Rezepte und Geschichten. Leipzig 2004
- Landpartien zum Wein. Sachsen: 12 Ausflüge für Genießer und Neugierige. Leipzig 2004
- Hamburger Landpartien – 15 Tages-Ausflüge für Neugierige. Leipzig 2003
- Kaffee privat : Porzellan, Mühlen und Maschinen (zur gleichnamigen Ausstellung im Museum im Schloss der Porzellanmanufaktur Fürstenberg). Hohenberg 2002
- Münchner Landpartien – 15 Tages-Ausflüge für Neugierige. Leipzig 2002
- Stuttgarter Landpartien – 15 Tages-Ausflüge für Neugierige. Leipzig 2001
- Frankfurter Landpartien – 15 Tages-Ausflüge für Neugierige. Leipzig 2000
- Coffeum wirft die Jungfrau um – Kaffee und Erotik in Porzellan und Grafik aus drei Jahrhunderten (Begleitband zur gleichnamigen Ausstellung, veranstaltet vom Museum der Porzellanmanufaktur Fürstenberg, der Sammlung Eduscho Bremen und dem Übersee-Museum Bremen). Leipzig 1998
- Dresdner Landpartien – 15 Tages-Ausflüge für Neugierige. Leipzig 1997
- Das Buch der Sächsischen Hausküche. Leipzig 1996
- Zu Gast im alten Leipzig. München 1996, ISBN 3-88034-907-X
- Teishu. sakaba-to-ryokan-no-bunkashi = Der Gastwirt / Ura Haize cho. Ishimaru Shōji yaku. Tokyo 1996, ISBN 4-560-02803-6
- Zu Gast im alten Dresden. Erinnerungen an Restaurants, Cafés, Hotels, Tanzsäle und Ausflugslokale. München 1994, ISBN 3-88034-747-6
- Leipziger Allerlei – allerlei Leipzig. Ein leicht bekömmliches Lesebuch vom Essen und Trinken aus fünf Jahrhunderten. Leipzig 1993
- Der Gastwirt. Geschäftsmann und Seelentröster. Leipzig 1993, ISBN 3-361-00362-8
- Das Romanushaus in Leipzig – Geschichte und Geschichten. Leipzig 1990
- Coffeana – Lob und Tadel von Kafee und Kaffeehaus in Gedichten aus vier Jahrhunderten, mit Schablithographien von Dagmar Schulze, Koehler & Amelung, Leipzig 1988, ISBN 3-7338-0039-7.
- Kaffee und Kaffeehaus – eine Kulturgeschichte. Leipzig und Hildesheim 1987